# Gottfried Diener (Bobfahrer)
Gottfried Diener (* 1. November 1926 in Zürich; † 26. Mai 2015 in Engelberg) war ein Schweizer Bobfahrer, der 1956 Olympiasieger im Viererbob war.
Gottfried Diener startete für den Zürcher Bob Club. Bei der Bob-Weltmeisterschaft 1954 gewann er zusammen mit Pilot Fritz Feierabend, Harry Warburton und Heinrich Angst den Titel im Viererbob, wobei Feierabend für Franz Kapus eingesprungen war. Im Jahr darauf kehrte Franz Kapus zurück und gewann zusammen mit Gottfried Diener, Robert Alt und Heinrich Angst den Titel bei der Bob-Weltmeisterschaft 1955. In dieser Besetzung traten die vier Schweizer auch bei den  Olympischen Spielen 1956 in Cortina d’Ampezzo an und gewannen dort die Goldmedaille.
Diener, der vor seiner kurzen Karriere als Bobfahrer bereits als Armbrustschütze, Turner und Ringer aktiv gewesen war, war von 1965 bis 1999 Präsident der Internationalen Armbrustschützen Union (IAU).